# Labyrinth (album David Bowie)
Labyrinth è un album di David Bowie e Trevor Jones pubblicato nel 1986, colonna sonora dell'omonimo film diretto da Jim Henson.

## Il disco
L'album contiene il tema principale del film, opera del compositore Trevor Jones, diviso in sei tracce per la colonna sonora: Into the Labyrinth, Sarah, Hallucination, The Goblin Battle, Thirteen O'Clock, e Home at Last.
In aggiunta, Bowie registrò cinque brani per la pellicola: Underground, Magic Dance, Chilly Down, As the World Falls Down, e Within You. Underground è presente nel disco in due versioni, una appena accennata sui titoli di testa del film ed una completa. Underground fu pubblicata su singolo in diversi Paesi. Magic Dance uscì in formato 12" negli Stati Uniti, anche As the World Falls Down sarebbe dovuta uscire su singolo ma la pubblicazione venne cancellata all'ultimo per ragioni mai ben chiarite. L'unica canzone nella quale Bowie non canta è Chilly Down, che è interpretata dagli attori Charles Augins, Richard Bodkin, Kevin Clash, e Danny John-Jules.

## Tracce
- Tutti i brani sono ad opera di David Bowie, eccetto dove diversamente indicato.

1. Opening Titles Including Underground - 3:22
2. Into The Labyrinth (Trevor Jones) - 2:13
3. Magic Dance - 5:14
4. Sarah (Trevor Jones) - 3:13
5. Chilly Down - 3:47
6. Hallucination (Trevor Jones) - 3:03
7. As The World Falls Down - 4:52
8. The Goblin Battle (Trevor Jones) - 3:32
9. Within You - 3:32
10. Thirteen O'Clock (Trevor Jones) - 3:09
11. Home At Last (Trevor Jones) - 1:49
12. Underground - 5:57